# Erysichton (syn Triopasa)
Erysichton (Ἐρυσίχθων) – postać z mitologii greckiej, bezbożny syn lub brat króla Tesalii Triopasa (w innej wersji mitu Myrmidona).
Potrzebując budulca na nową salę w pałacu nakazał wyciąć gaj poświęcony Demeter, całkowicie ignorując ostrzeżenie którego udzieliła mu bogini obleczona w postać starej kapłanki Nikippe. Kiedy ściął święty dąb, zabijając mieszkające w nim driady, został ukarany przez boginię niemożliwym do zaspokojenia uczuciem głodu. Nie mogąc się nasycić, Erysichton zjadł wszystkie zapasy, spieniężył cały dobytek, a w końcu sprzedał jako niewolnicę własną córkę Mestrę. Ta, obdarzona przez boga Posejdona zdolnością przybierania różnych postaci, uciekała do ojca, który za każdym razem sprzedawał ją ponownie aby zdobyć środki na jedzenie. Ostatecznie, ogarnięty szałem, pożarł samego siebie.